# هاونسهایم
هاونسهایم (به آلمانی: Haunsheim) یک شهر در آلمان است که در بایرن واقع شده‌است.

## خصوصیات
هاونسهایم ۱۷٫۷۹ کیلومترمربع مساحت دارد ۴۴۵ متر بالاتر از سطح دریا واقع شده‌است.